# أكسيونوفو-زيلوفسكويي (سيتا)
أكسيونوفو-زيلوفسكويي (بالروسية: Аксёново-Зиловское) هي مدينة في مقاطعة زابايكالسكي كراي في روسيا.